# Narcissus × boutignyanus
Narcissus × boutignyanus là một loài thực vật có hoa lai ghép trong họ Amaryllidaceae. Loài này được Philippe mô tả khoa học đầu tiên năm 1859.